# Somerset
Pour les articles homonymes, voir Somerset (homonymie) et Comté de Somerset.
Le comté du Somerset (pron. : [ˈsʌmərsɛt] ou [ˈsʌmərsɨt]) en Angleterre du Sud-Ouest est limité au nord par la ville de Bristol et le Gloucestershire, le Wiltshire à l'est, le Dorset au sud-est et le Devon au sud-ouest. Il est en partie délimité au nord et à l'ouest par le canal de Bristol et l'estuaire du Severn. Sa frontière traditionnelle du nord est constituée par la rivière Avon mais la limite administrative a glissé vers le sud avec la création et l'expansion de la ville de Bristol et, plus tard, le comté d'Avon. Le chef-lieu du comté, Taunton, se trouve dans le sud. Après l'abolition du comté d'Avon en 1996, les deux autorités unitaires de Somerset du Nord et Bath and North East Somerset ont été traitées comme parties du comté cérémonial du Somerset.

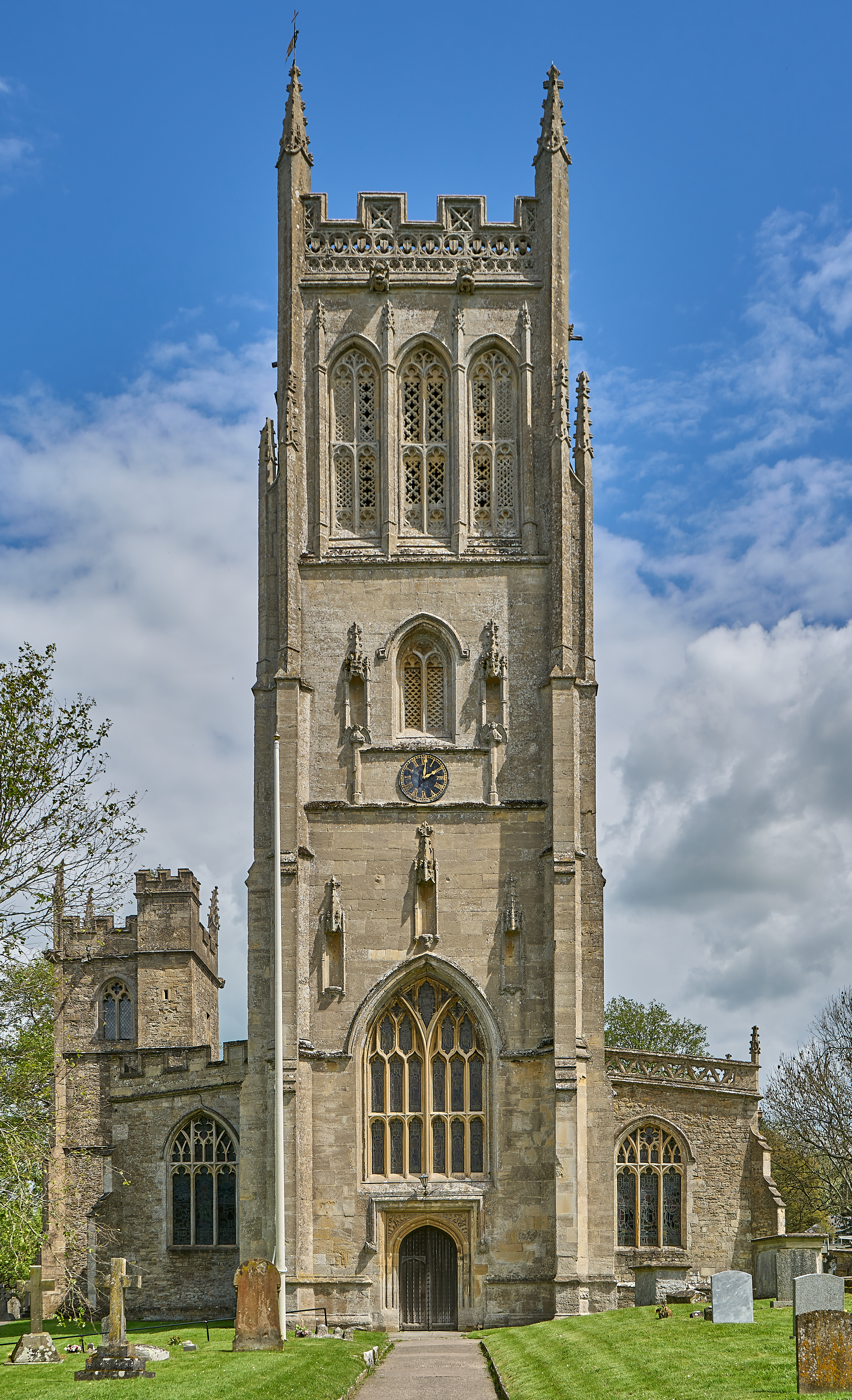
L'église Sainte-Marie, Bruton.

Le Somerset est un comté rural composé de collines comme les collines de Mendip, les collines Quantock et le parc national d'Exmoor et de grandes étendues plates comme les Somerset Levels. Il y a des preuves de l'occupation humaine au paléolithique, puis, plus tard, aux époques romaine et anglo-saxonne. Le comté a joué un rôle important dans l'arrivée et la consolidation du pouvoir du roi Alfred le Grand et, plus tard, dans la guerre civile anglaise et la rébellion de Monmouth.
L'agriculture est une activité majeure dans le comté. On continue d'y élever des ovins et des bovins, y compris pour la laine et les célèbres fromages du comté (notamment cheddar) comme de façon plus inhabituelle d'y cultiver des saules pour la vannerie. Les vergers de pommiers étaient autrefois abondants et, à ce jour[Quand ?], le Somerset est connu pour sa production de cidre. Le taux de chômage y est inférieur à la moyenne nationale et les plus grands employeurs du secteur sont la vente au détail, la production industrielle, le tourisme et les services de santé. La croissance démographique du comté est plus élevée que la moyenne nationale. Sa capitale est la ville de Taunton.

## Toponymie
Le nom vient de Somersæte, qui signifierait : « Les terres peuplées l'été », lié au fait que ces terres n'étaient praticables que l'été à cause des inondations hivernales que les hommes ne savaient pas contrer à l'époque. 
La devise du comté est Somersæte ealle, qui signifie « Somerset, tous unis » en anglo-saxon.

## Personnalités liées au comté
- Tony Ray-Jones, photographe
- Frank Hancock, joueur de rugby à XV international gallois
- Polly Jean Harvey, auteure, compositrice et interprète de rock alternatif
- John Parish, musicien, compositeur et producteur
- Jenson Button, pilote automobile, champion du monde de F1 en 2009

## Administration
Depuis 1996, le comté cérémoniel du Somerset comprend un comté non métropolitain, également appelé Somerset, et deux autorités unitaires. Le comté non métropolitain est subdivisé en cinq districts, puis quatre après la fusion de West Somerset et Taunton Deane en 2019. Une proposition visant à remplacer les districts du Somerset par une troisième autorité unitaire, lancée en 2007, a été rejetée par la population locale.

Carte des subdivisions du Somerset.

| No | Nom                                 | Chef-lieu         | Superficie (km2) | Population (est. 2018) |
| -- | ----------------------------------- | ----------------- | ---------------- | ---------------------- |
| 1  | South Somerset                      | Yeovil            | 959,0            | 167 861                |
| 2  | Somerset West and Taunton           | Taunton           | 1 190,1          | 149 800                |
| 3  | Sedgemoor                           | Bridgwater        | 564,4            | 122 791                |
| 4  | Mendip                              | Shepton Mallet    | 739,4            | 114 881                |
| 5  | Bath and North East Somerset (A.U.) | Bath, Keynsham    | 351,1            | 192 106                |
| 6  | North Somerset (A.U.)               | Weston-super-Mare | 374,7            | 213 919                |

## Géographie
Le Somerset est un comté essentiellement rural, au paysage de collines arrondies et de basses terres autrefois inondées par les Hautes Marées et maintenant faisant l'objet de mesures de protection de la faune et de la flore, les « Somerset Levels », et le Parc National Exmoor couvrant la frontière avec le Devon.

## Établissements
- La ville de Glastonbury est célèbre pour sa mythologie et pour ses concerts rock en plein air qui durent trois jours en juin.
- Bath fait partie des sites du patrimoine mondial de l'UNESCO ; la ville est célèbre pour son histoire romaine et son architecture georgienne. Le nord du comté, qui comprend la ville de Bath, est administré indépendamment.
- Le centre de villégiature populaire de Weston-super-Mare se trouve à proximité du canal de Bristol.
- Dans le village de Cheddar, il y a une gorge et des grottes réputées.

## Commerce
Le Somerset est connu pour son agriculture, son fromage de cheddar, ses pommes et son cidre. C'est une région très touristique.